# Aprilia RSV4
L'Aprilia RSV4 è una motocicletta stradale sportiva realizzata dalla casa motociclistica italiana Aprilia e in produzione dal 2009.
Presentata in due versioni: la R dal prezzo inferiore adatta ad un uso su strada, e la Factory da dove viene derivata la moto partecipante al campionato mondiale Superbike, dal costo maggiore e con specifiche da competizione.
Si inserisce nel segmento di mercato delle cosiddette maximoto, ponendosi quindi come veicolo di punta dell'azienda veneta e sostituendo l'Aprilia RSV 1000.

## Contesto
La prima moto sportiva quattro tempi di cilindrata elevata dell'Aprilia fu la RSV 1000, questo mezzo è stato per lungo tempo il modello di punta tra quelli concepiti dalla casa di Noale, ottenendo risultati discreti nel mondiale Superbike dei primi anni 2000.
Nel 2003 venne presentato il prototipo RS Cube, destinato a competere nella nuova classe MotoGP, con soluzioni tecniche all'avanguardia e finora mai utilizzate su una motocicletta, ma le innovazioni introdotte non furono sufficienti per concorrere con i migliori marchi, così che la moto venne presto ritirata dalle gare.
Dal 2005 in poi però, l'Aprilia ha deciso di ricominciare la ricerca e lo sviluppo su un mezzo di alta cilindrata, il risultato è stata (nel 2009) la RSV4, concepita inizialmente per correre nel mondiale SBK. Il risultato fu una superbike da 180 CV per un peso a secco di soli 179 kg in grado di generare 115 Nm di coppia, che la rese un punto di riferimento per il settore e una delle moto sportive preferite tra gli appassionati dei track day. Dotata sin dall'inizio di gas ride-by-wire, i controlli di trazione ed impennata sono arrivati solo nel 2011, inclusi nel pacchetto APRC.
Gran parte del merito la si deve al Gruppo Piaggio, che controlla la società veneta, e che ha investito 25 milioni di € nel progetto per 3 anni e mezzo, inoltre sono stati impiegati tecnici come l'ingegnere Claudio Lombardi, noto per aver dato i natali alle Lancia Delta campioni del mondo rally negli anni ottanta e novanta, ma anche dei propulsori Ferrari di Formula 1 nei primi anni '90.
Il fulcro è stato infatti il motore, poiché in precedenza, quelli montati sulle superbike di Noale, erano forniti dall'azienda austriaca Rotax, mentre quello dell'RSV4 è completamente italiano.
A  fine 2012 è stato presentato un restyling tecnico della RSV4, che per il 2013 ha subito diversi affinamenti a motore e ciclistica. Il primo è stato rivisto nella curva di erogazione arrivando sprigionare 184 CV e 117 Nm di coppia. Il 4 cilindri a V è stato spostato più in basso di 5 mm, così come la sella e il perno del forcellone, per abbassare baricentro della moto a vantaggio della stabilità in accelerazione e frenata. Arrivata anche un'evoluzione del pacchetto elettronico APRC, ora comprensivo di ABS sportivo, di serie sulla versione Factory e disponibile come optional per la versione R. Nuovo anche il serbatoio, meglio sagomato ai lati e più capiente arrivando a 18,5 litri.
Per il 2015 la RSV4 ha goduto di un importante upgrade tecnico che ha coinvolto principalmente il motore. Pur mantenendo le stesse misure caratteristiche (78 mm di alesaggio e 52,2 mm di corsa) i cavalli sono diventati 201 a 13.000 giri/min con una coppia massima di 115 Nm a 10.500 giri/min. Per raggiungere questo aumento di cavalleria, pur lasciando invariata l'erogazione del motore fino al regime di coppia massimo, sono stati necessari nuovi iniettori, nuovi cornetti di aspirazione a lunghezza variabile, nuova testata con condotti di aspirazione e scarico ridisegnati e camere di combustione ottenute tramite lavorazione meccanica a controllo numerico e non più per fusione. Riprogettati il sistema di lubrificazione e l’impianto di scarico, rivisto nella gestione elettronica della valvola e dotato ora di due sonde lambda. A partire dal 2015 cambia la nomenclatura delle due versioni, la Factory diventa RF mentre la R diventa RR.
Al salone di Colonia Intermot 2016 viene presentato il primo aggiornamento sostanzioso della RSV4: per il 2017 i principali interventi sono sull'elettronica, che ora grazie ad una nuova versione della piattaforma APRC dotano la moto di ABS cornering, funzione di auto-blipper per la scalata assistita e un cruscotto completamente digitale TFT. Il motore ora è omologato Euro4 e pur mantenendo la stessa erogazione del my 2015, con 201 CV e 115 Nm di coppia, mentre l'impianto frenante anteriore viene dotato di dischi da 300mm e pinze monoblocco M50 della Brembo.
Nel 2019 la RSV4 RF è stata sostituita dalla RSV4 1100 Factory. La cilindrata del V4 veneto è stata portata a 1078 cc effettivi, portando alesaggio e corsa a rispettivamente 81 mm e 52.3 mm, raggiungendo così la potenza di 217 cv a 13.200 giri/min con il limitatore posto a 13.600 giri/min. La coppia è aumentata del 10% lungo tutto l'arco d'erogazione, con un nuovo picco di 122 Nm a 11.000 giri. Con un peso in ordine di marcia a serbatoio pieno di 199 kg, questa nuova RSV4 1100 Factory ha di serie delle nuove appendici aerodinamiche, ispirate da quelle usate in gara sulla RS-GP, ed il terminale Akrapovic in titanio. Per il 2020 la RSV4 1100 è stata aggiornata nelle sospensioni, sempre Öhlins NIX e TTX ma a gestione elettronica.
Nel 2021 la casa di Noale lancia la terza generazione di RSV4, con l'obbiettivo di omologare la moto alla normativa Euro5 senza stravolgere troppo il progetto: i principali interventi sono stati sulla linea estetica, un aggiornare generale dell'elettronica ed il potenziando del motore, ora portato a 1099cc aumentando la corsa fino a 53,32 mm ed in grado di erogare fino a 217 CV.

## Competizioni

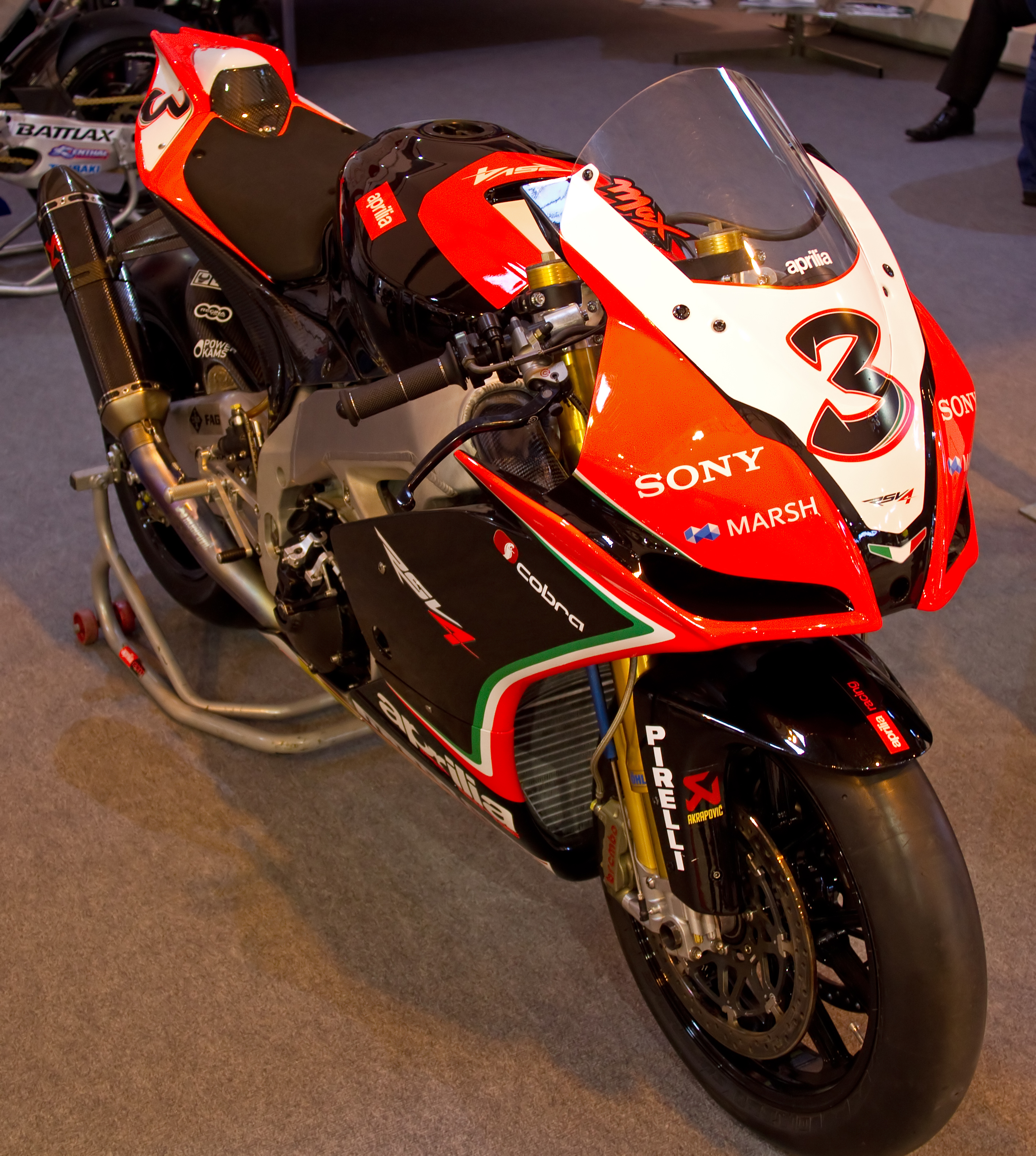
Aprilia RSV4 di Max Biaggi del 2012

Per quanto riguarda la prototipazione e lo sviluppo in pista, il tutto viene svolto dall'Aprilia Racing (reparto corse dell'azienda).
Nella versione Factory derivata dalla serie, vince nel 2010 il titolo piloti con alla guida Max Biaggi ed anche il titolo costruttori, facendo vincere i primi titoli iridati all'Aprilia nel mondiale Superbike. Risultati ripetuti nel 2012.
Nel 2014 il pilota francese Sylvain Guintoli riporta la RSV4 in cima al podio della superbike diventando campione del mondo e, insieme a Marco Melandri riportano a Noale pure il titolo costruttori.